# Lydia Méndez Silva
Lydia Méndez Silva (San Germán, 11 de enero) es una política puertorriqueña afiliada al Partido Popular Democrático. Ha sido miembro de la Cámara de Representantes de Puerto Rico desde enero de 1997 hasta enero de 2025 estuvo representando el Distrito 21.

## Primeros años y educación
Lydia R. Méndez Silva nació el 11 de enero en San Germán. Inició sus estudios en la Escuela Primaria José Celso Barbosa de Sabana Grande, y continuó en la Intermedia José A. Castillo y la Secundaria Luis Muñoz Rivera, de donde se graduó.
En 1972, Méndez comenzó a estudiar Enfermería Práctica en la Clínica de Salud del Ejército Rodríguez en Fort Buchanan, Puerto Rico. Méndez recibió su título en Enfermería de la Universidad de Puerto Rico, Recinto de Mayagüez.

## Carrera profesional y servicio público
Mientras estudiaba, Méndez trabajó en el Hospital Universitario de Centro Médico de San Juan. Luego de graduarse pasó a trabajar en el Hospital Dr. Tito Mattei de Yauco, específicamente en la unidad de cuidados intensivos. En 1985 trabajó para la Corporación de Acción Social de Puerto Rico como Auxiliar de Trabajadores de Comunidades Aisladas.
En 1989, Méndez comenzó a trabajar en Sabana Grande como Coordinadora Comunitaria durante el mandato del Alcalde Ángel A. Figueroa Ramírez. En 1993 comenzó a trabajar como Ayudante Especial del Alcalde Miguel Ortiz Vélez hasta 1996.

## Carrera política
Méndez comenzó su carrera política como voluntaria en una. Luego se desempeñó como Secretaria del Comité del PPD en Barrio Rayo Guaras, Sabana Grande. También fue delegada de la Juventud del PPD y miembro de la Juventud de la RHC en 1976.
Méndez fue elegida por primera vez a la Cámara de Representantes de Puerto Rico en 1996. Luego de prestar juramento, fue nombrada portavoz de su partido en las Comisiones de Turismo, Asuntos de la Mujer y Desarrollo Socioeconómico.
Méndez fue reelegida en las elecciones generales de 2000, y se convirtió en Presidenta de la Comisión de Bienestar Social de la Cámara, así como Vicepresidenta de las Comisiones de Salud y Asuntos de la Mujer. También se desempeñó como miembro de las Comisiones de la Región Sur, de Turismo, de Vivienda y de Asuntos Internos, entre otras.
Méndez ha sido reelegida cinco veces más (2004, 2008, 2012, 2016, 2020).
Lydia Méndez Silva anunció que no buscará la reelección después de 28 años como representante del distrito 21 para las elecciones de 2024.

## Historial electoral
| Año  | Cargo                              | Tipo      | Partido | Partido | Votos  | %     | Posición | Resultado |
| ---- | ---------------------------------- | --------- | ------- | ------- | ------ | ----- | -------- | --------- |
| 1996 | Representante por el 21.º distrito | Generales |         | PPD     | 25,618 | 49.3  | 1.ª      | Electa    |
| 2000 | Representante por el 21.º distrito | Generales |         | PPD     | 28,607 | 53.1  | 1.ª      | Reelecta  |
| 2004 | Representante por el 21.º distrito | Generales |         | PPD     | 26,469 | 52.6  | 1.ª      | Reelecta  |
| 2008 | Representante por el 21.º distrito | Generales |         | PPD     | 23,174 | 48.5  | 1.ª      | Reelecta  |
| 2012 | Representante por el 21.º distrito | Generales |         | PPD     | 26,068 | 51.71 | 1.ª      | Reelecta  |
| 2016 | Representante por el 21.º distrito | Generales |         | PPD     | 20,150 | 48.97 | 1.ª      | Reelecta  |
| 2020 | Representante por el 21.º distrito | Generales |         | PPD     | 13,862 | 43.56 | 1.ª      | Reelecta  |